# Juan Español
Juan Español é a personificação nacional do espanhol médio, apenas em parte similar ao John Bull inglês, ao Tio Sam norte-americano ou à Marianne francesa, que incorporam um certo carácter simbólico e belicista do qual Juan Español costuma carecer, sendo mais parecido ao carácter anónimo do Zé Povinho português, do John Smith dos países anglo-saxónicos ou a outras denominações (como Joe Public non Reino Unido e John Doe en Estados Unidos).
Emprega-se às vezes no desenho dos documentos de identidade ou outro tipo de impressos oficiais, como exemplo de nome (e dois apelidos -Juan Español Español-);.
O nome também é usado quando, por razões literárias ou jornalísticas, convém personificar ou humanizar um meio social ou demográfico, atribuindo a um tipo da personalidade espanhola.
Uma série televisiva da década de 1970 levava o título Historias de Juan Español.